# 仲源寺
仲源寺（ちゅうげんじ）は、京都市東山区にある浄土宗の寺院。山号は寿福山。本尊は地蔵菩薩。目疾（めやみ）地蔵とも称されて眼病に霊験があるとして信仰されている。観音堂（本尊・千手観音）は洛陽三十三所観音霊場第16番札所。

## 歴史
言い伝えによれば、この寺は平安時代中期に仏師定朝（? - 1057年）が、聖徳太子作の地蔵菩薩像を胎内に納めた丈六の地蔵菩薩像を制作し、自ら開山となって開かれたとも伝えられる。当初は四条大橋の東北にあったとされるが、その後衰微している。
鎌倉時代の安貞2年（1228年）に鴨川が大雨で洪水となった際、防鴨河使の中原為兼が河原にあったこの地蔵菩薩像に止雨を祈ったところ雨がやんで洪水も治まったことから、この地蔵は「雨やみ地蔵」と呼ばれるようになり、霊験あらたかとされた。そして、朝廷から「中原」の名字をもじって「仲源寺」という寺号が下賜されたという。本尊の地蔵菩薩は当初「雨やみ地蔵」と呼ばれていたが、次第に「目やみ地蔵」と呼ばれるようになり、参拝すると目の病が治るとされ、盛況した。
天正13年（1585年）に現在地へ寺基が移されている。

## 境内
- 本堂 - 本尊の「目やみ地蔵」を祀る。
- 観音堂 - 木造千手観音坐像（重要文化財）を祀る。洛陽三十三所観音霊場第16番札所。
- 地蔵堂
- 庫裏
- 山門

## 文化財

### 重要文化財
- 木造千手観音坐像 - 平安時代作。

## 前後の札所
洛陽三十三所観音霊場
15 六波羅蜜寺　-　16 仲源寺 　-　17 妙法院三十三間堂
通称寺の会（めやみ地蔵）

## 年中行事
- 2月2・3日　節分会　二月節分の日、附近の住民は、歳と性別を記入した紙に年豆と賽銭を包んで、本尊前へ納めて、厄を払う習慣が今尚盛んに行われている。寺では、当日起き上り達磨、本尊御守等を授与する。[1]
- 3月23日　彼岸会
- 8月23・24日　地蔵会
- 9月23日　彼岸会
- 毎月23日　月例祈願会
- 毎月24日　水子供養会[2]

## 所在地
京都府京都市東山区四条通大和大路東入ル祇園町南側585-1